# ポイベー

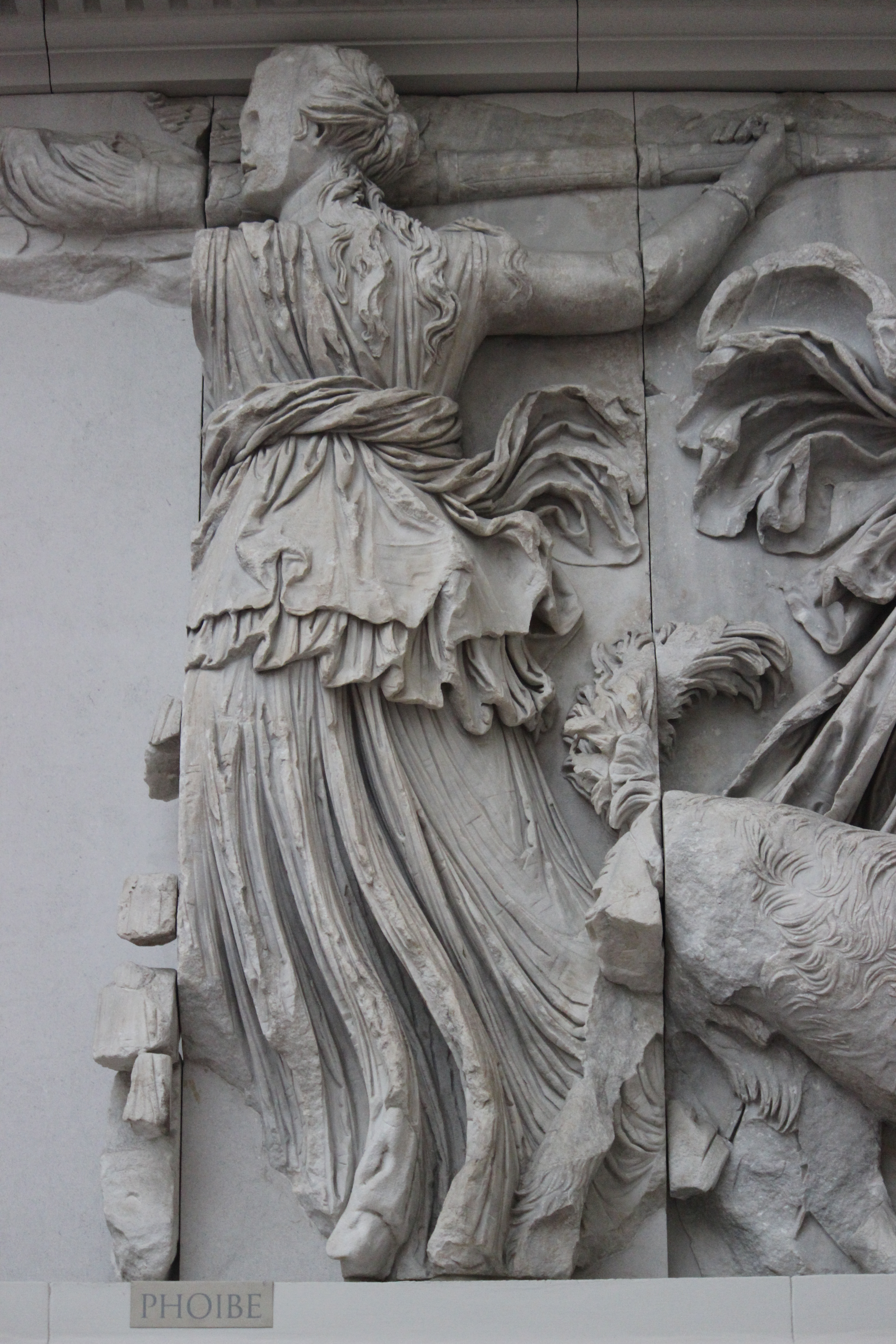
同上。ポイベー。

ポイベー（古希: Φοίβη、古代ギリシア語ラテン翻字: Phoibē）は、ギリシア神話に登場するティーターン神族の女神である。日本語では長母音を省略してポイベとも呼ぶ。

## 概説
ウーラノスとガイアの娘で、オーケアノス、コイオス、クレイオス、ヒュペリーオーン、イーアペトス、クロノス、テイアー、レアー、テミス、ムネーモシュネー、テーテュースと兄弟。またコイオスの妻で、レートー、アステリアー姉妹の母である。
したがってアポローンとアルテミス、またヘカテーの祖母である。
その名は輝ける女を意味し、光明神と考えられる。また、この名は月の女神としてのアルテミスの呼称としても用いられる。
一説によるとポイベーはデルポイの神託所の支配者の1人で、大地母神ガイア、ティーターン神族のテミスに次いで3番目に支配し、後にここを孫のアポローンに譲ったともいわれる。
また、上記のティーターン神族の女神の他にもヘーリオス、レーダー、レウキッポスの娘にそれぞれ同名のニュンペー（ヘーリオスの娘であるヘーリアデスの一人）及び人物がいる。